# Теофраст (лунный кратер)
Кратер Теофраст (лат. Theophrastus) — маленький ударный кратер в южной части Залива Любви на видимой стороне Луны. Название присвоено в честь древнегреческого философа Теофраста (372—287 до н. э.) и утверждено Международным астрономическим союзом в 1973 году. 

## Описание кратера

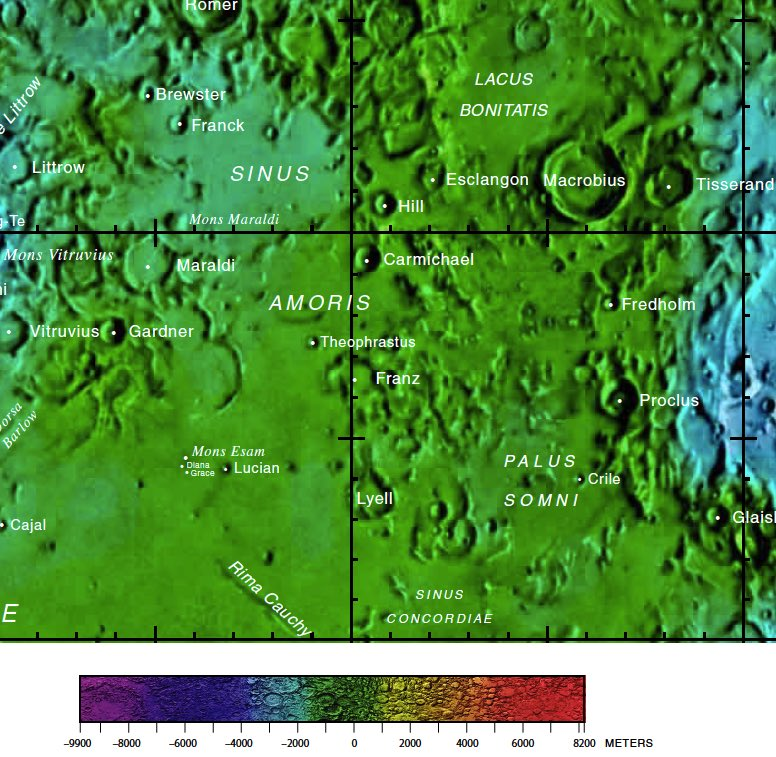
Окрестности кратера Теофраст. Фрагмент карты видимой стороны Луны

Ближайшими соседями кратера Теофраст являются кратер Гарднер на западе; кратер Маральди на западе-северо-западе; кратер Кармайкл на севере-северо-востоке и кратер Франц на юго-востоке. На северо-западе от кратера расположен Залив Любви, на севере Таврские горы; на юго-востоке Болото Сна; на юге - Море Спокойствия. Селенографические координаты центра кратера 17°28′ с. ш. 39°04′ в. д. / 17,46° с. ш. 39,06° в. д., диаметр 8,0 км, глубина 1690 м.
Кратер Теофраст имеет циркулярную чашеобразную форму, практически не разрушен, обладает низким альбедо соответствующим окружающей местности. Вал с четко очерченной острой кромкой и гладким внутренним склоном. Высота вала над окружающей местностью достигает 330 м, объем кратера составляет приблизительно 30 км³. По морфологическим признакам кратер относится к типу ALC (по названию типичного представителя этого класса — кратера Аль-Баттани C).
До получения собственного наименования в 1973 году кратер имел обозначение Маральди М (в системе обозначений так называемых сателлитных кратеров, расположенных в окрестностях кратера, имеющего собственное наименование).

## Сателлитные кратеры
Отсутствуют.

## См.также
- Список кратеров на Луне
- Лунный кратер
- Морфологический каталог кратеров Луны
- Планетная номенклатура
- Селенография
- Минералогия Луны
- Геология Луны
- Поздняя тяжёлая бомбардировка